# Pärnu Rannastaadion
Das Pärnu Rannastaadion (deutsch Pärnu-Strand-Stadion) ist ein Fußballstadion mit Leichtathletikanlage in der estnischen Stadt Pärnu. Es ist die Heimatstätte des Fußballvereins JK Vaprus Pärnu.
Das Stadion war nach Kalev, einer Heldenfigur der estnischen Mythologie, benannt. Es wurde während der sowjetischen Besetzung Estlands gebaut.
Die Sportstätte umfasst 1.501 Sitzplätze, von denen 500 überdacht sind. Das Spielfeld aus Naturrasen hat die Maße 105 × 67 m. Die Länge der achtspurigen Laufbahn um das Spielfeld beträgt 400 m.
Der Eigentümer des Stadions ist die Eesti Spordiselts Kalev.